# MacDonald Mukansi
MacDonald Mukansi, né le 26 mai 1975 à Boksburg (Afrique du Sud), est un footballeur international sud-africain.